# Lyngså
Lyngså er en landsby i det østlige Vendsyssel med 222 indbyggere  (2024). Landsbyen er beliggende i i Albæk Sogn ti kilometer syd for Sæby, otte kilometer øst for Præstbro og fem kilometer nord for Voerså.
Lyngså ligger i Region Nordjylland og hører til Frederikshavn Kommune.
I landsbyen findes bl.a. en idrætsforening.
Området omkring Lyngså er landingssted for flere data og el-forbindelser som går over Kattegat og forbinder Læsø.